# نفلین سینیت
نفلین‌سینیت (انگلیسی: Nepheline syenite) یک سنگ معدنی آذرین متوسط تا درشت‌دانه است که اساساً از نفلین، میکروکلین و آلبیت (فلدسپات‌های قلیایی) تشکیل شده‌است. نفلین‌سنیت‌ها بخاطر وجود نفلین و بسیاری از مواد معدنی دیگر از جمله مواد غنی از مواد قلیایی و عناصر نادر خاکی و سایر عناصر ناسازگار از سینیت‌های پایه معمولی متمایز می‌شوند. ترکیب شیمیایی نفلین (Na,K)AlSiO4 بوده که ترکیب ایده‌آل آن NaAlSiO4 است اما در طبیعت همواره در آن مقداری پتاسیم وجود دارد. نفلین‌سینیت به علت ارزش فوق‌العاده‌ای که در صنعت دارد (صنایع آلومینیوم، شیشه و سرامیک پلاستیک و کائوچو، تهیه پشم و شیشه معدنی، کود شیمیایی و …) در اکثر کشورهای دنیا مورد توجه فراوان قرار گرفته است.

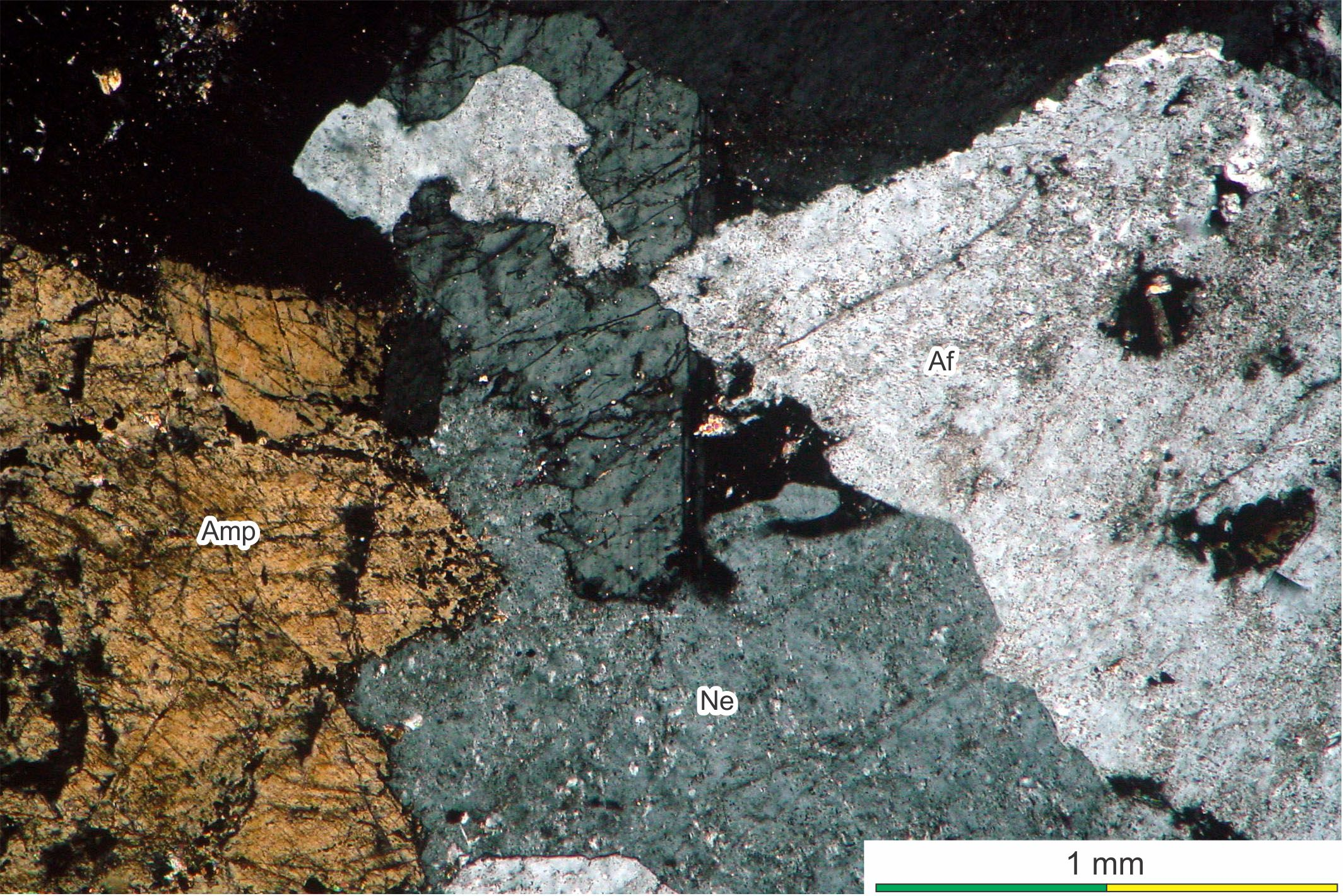
نفلین‌سینیت، ایالت ریودوژانیرو، برزیل (Motoki et al., 2011a)

سنگ‌های دارای نفلین در سراسر جهان پراکنده‌اند اما مقدار محدودی دارای ترکیب شیمیایی مناسب برای بهره‌برداری اقتصادی هستند. نفلین‌سینیت از یک طرف در کشورهایی که فاقد ذخایر غنی از بوکسیت هستند به عنوان منبع مهم جهت تولید آلومینا استفاده می‌شوند و از طرف دیگر در کشورهایی که از لحاظ منابع بوکسیت غنی هستند و یا بوکسیت ارزان در دسترس دارند (کشورهای غربی، آمریکا، کانادا) به دلیل فراوانی مواد آلکالی (سدیم، پتاسیم و کلسیم) در صنایع شیشه و سرامیک کاربرد فراوان دارد. در ایران نیز در استان آذربایجان یک کارخانه فرآوری نفلین‌سینیت (مجتمع نفلین‌سینیت کلیبر) وجود دارد. کانسار نفلین‌سینیت کلیبر بزرگترین توده نفلین دار اکتشاف شده در کشور ایران محسوب می‌شود که با وسعتی حدود ۱۰۰ کیلومتر مربع و ذخیره قطعی بیش از یکصد میلیون تنی در فاصله ۱۳ کیلومتری کلیبر قرار دارد.

## جنبه‌های ماکروسکوپی

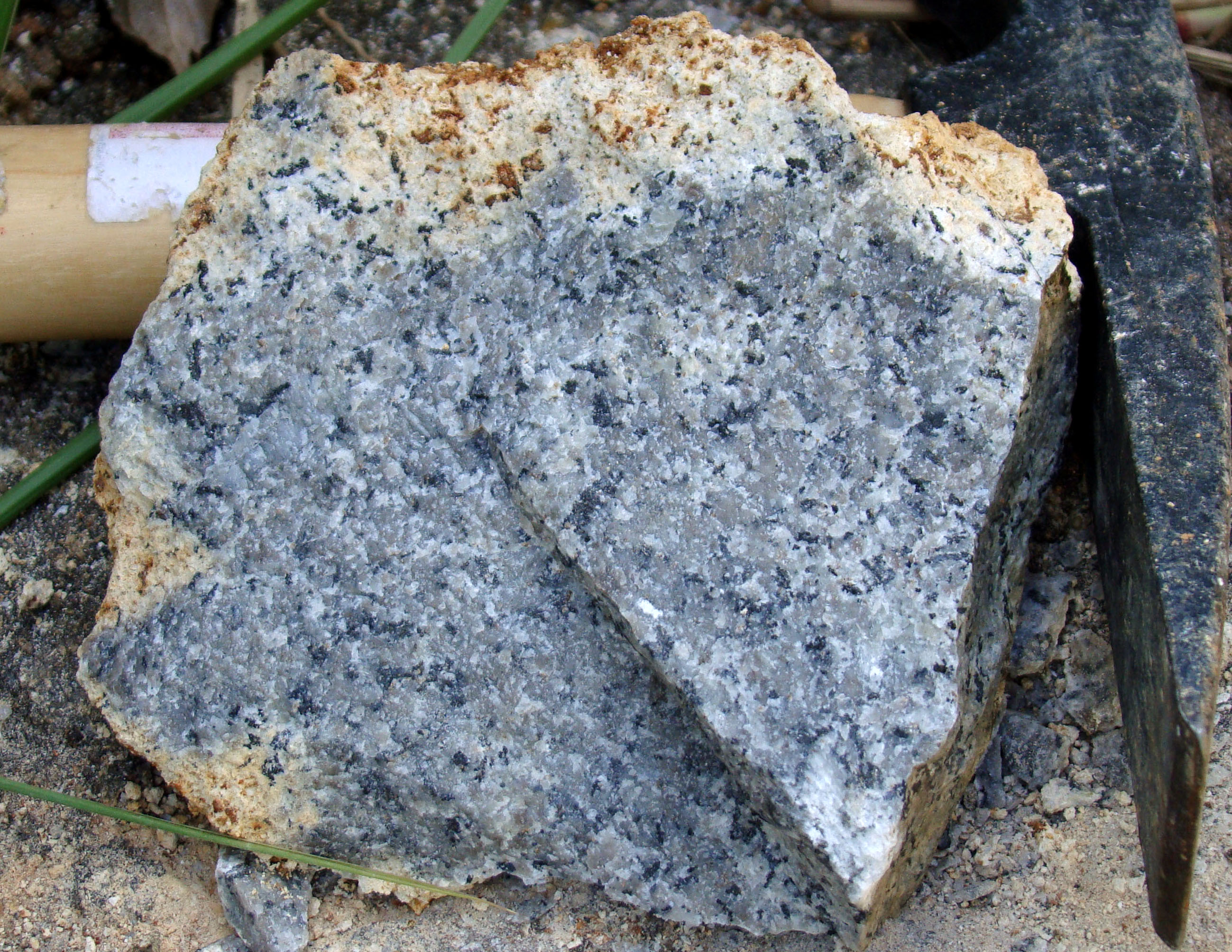
نفلین‌سینیت، ایالت ریودوژانیرو، برزیل (Motoki et al., 2011a)

از نظر ماکروسکوپی نفلین‌سینیت شبیه به گرانیت است. وجود نفلین و عدم وجود کوارتز تفاوت اساسی آن با گرانیت است. نفلین‌سینیت به رنگ خاكسترى تیره تا روشن وجود دارد. برخى بلورهاى آن به صورتى مى گرايد و ظاهر كانى آن به گرانيت شباهت دارد. سنگ دگرگونی درجه بالایی وجود دارد که از نفلین‌سینیت سرچشمه گرفته است و مشخصه آن بافت گنیس است که بسیار نادر است و به آن نفلین‌سینیت گنیس یا لچفیلدیت گفته می‌شود. به عنوان مثال در روستای کنان ، ایالت ریودوژانیرو ، برزیل یافت می‌شود.

## ترکیب شیمیایی

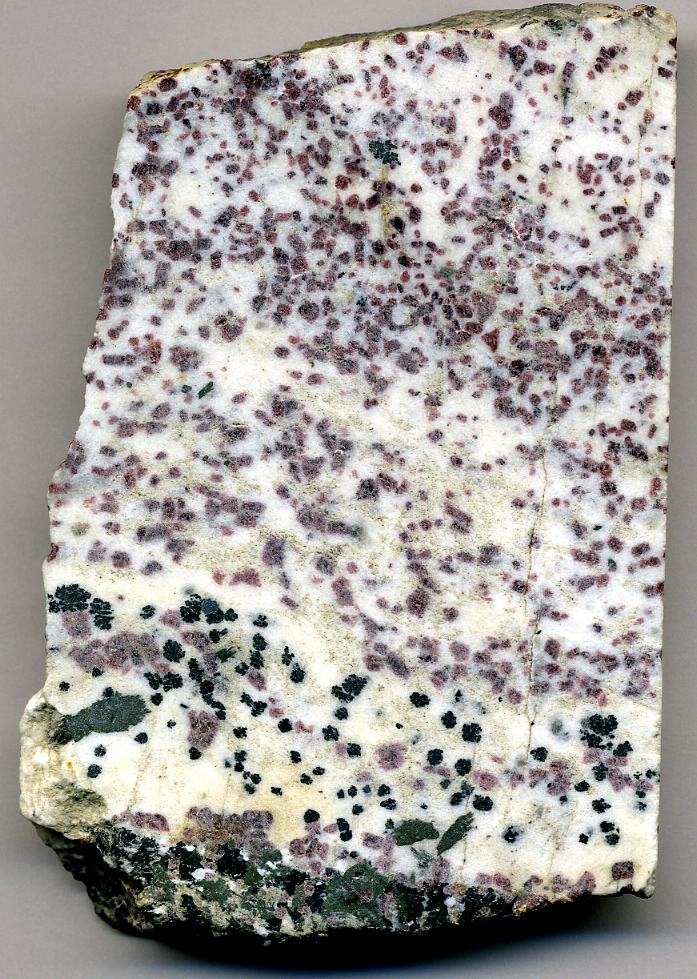
کاکورتوکیت. ارتفاع تخته 9.5 سانتی متر است.Kangerdluarssaq Fjord, far-southern Greenland.

ویژگی‌های شیمیایی نفلین‌سینیت‌ها قابل توجه است. نفلین‌سینیت‌ها غنی از مواد قلیایی و آلومینا هستند و درصد سیلیس در آنها از 50 تا 56 درصد متغیر است، در حالی که مقدار آهک، منیزیم و آهن در آنها هرگز زیاد نیست، ولی درصد آن‌ها نسبت به بقیه اجزای موجود، متغیرتر است.
لیست جهانی از میانگین درصد عناصر تشکیل دهنده نفلین‌سینیت توسط بارکر تهیه شده است که بیانگر درصد وزنی اکسیدهای مختلف است. 
| درصد وزنی | اکسید |
| --------- | ----- |
| 54.99%    | SiO2  |
| 0.60%     | TiO2  |
| 20.96%    | Al2O3 |
| 2.25%     | Fe2O3 |
| 2.05%     | FeO   |
| 0.15%     | MnO   |
| 0.77%     | MgO   |
| 2.31%     | CaO   |
| 8.23%     | Na2O  |
| 5.58%     | K2O   |
| 1.47%     | H2O   |
| 0.13%     | P2O5  |

## فرآوری نفلین‌سینیت
نفلین‌سینیت سرنخ‌های زمین شناسی برای تشخیص محیط شکل‌گیری فراهم می‌کند. همچنین منبعی از نمونه‌های معدنی غیرمعمول و عناصر کمیاب خاکی (REE) را فراهم می‌کند. کاربرد صنعتی نفلین‌سینیت شامل دیرگدازها، شیشه‌سازی، سرامیک‌ها و در رنگدانه‌ها و پرکننده‌ها می‌باشد. در این کاربردها، نفلین‌سینیت آسیاب می‌شود و کانی‌های تیره به دقت جدا می‌شوند و مخلوطی از فلدسپات و نفلین در درجه اول باقی می‌ماند. این مخلوط درصد بالاتری از مواد قلیایی و آلومینیوم دارد و معمولاً آهن کمتری نسبت به فلدسپارهای پگماتیت دارد و این امر، آن را به یک ماده خام خوب تبدیل می‌کند. برای جداسازی آهن از روش‌های مختلفی از جمله شناورسازی، جداسازی مغناطیسی و لیچینگ قلیایی و اسیدی به‌صورت جداگانه و ترکیبی استفاده می‌شود.
سنگ معدن نفلین‌سینیت ← آسیاب ← غربال ← طبقه بندی بر اساس سایز ← آهن زدایی ← نفلین‌سینیت خالص شده

## کاربردها

### صنایعشیشه
اکنون بیشترین مصرف نفلین‌سینیت در صنعت تولید شیشه است. برای تولید انواع شیشه‌ها از جمله شیشه‌های مظروف، فایبرگلاس، شیشه مات، ظروف آشپزخانه و شیشه جام از نفلین‌سینیت به عنوان تامین کننده آلومینا و قلیای مورد نیاز استفاده می‌شود. خمیر شیشه‌ای که در آن از نفلین‌سینیت استفاده شده، نسبت به خمیرهایی که فلدسپار دارند ویسکوزیته کمتری دارد و کار با آن آسان تر است. همچنین دمای ذوب ترکیب مواد اولیه نفیلین سینیت دار پایین تر است. در فرآيند ذوب بچ مواد اوليه شيشه نفلين سينيت با درصد بالايى از اكسيد سديم و پتاسيم جایگزين مناسبى به عنوان كمك ذوب براى خاكستر سودا يا كربنات سديم است و دماى ذوب را تا °40 سلسیوس بيش‌تر از فلدسپات كاهش مى‌دهد. مزيت بزرگ ديگرى كه دارد بالا بودن نسبت اكسيد آلومينيوم به سيليس است، كه بدين ترتيب مقدار Al2O3 لازم بچ را تأمين می‌کند.

### صنایع سرامیک، چینی و لعاب
برای تولید طیف گسترده‌ای از سرامیک‌ها از جمله کاشی کف ودیوار، سرامیک‌های صنعت دندان‌پزشکی، ظروف غذاخوری و... از نفلین‌سینیت به عنوان عامل شیشه‌ای شدن و عامل چسبندگی و استحکام محصول استفاده می‌شود. همچنین مانند کاربرد در مواد اولیه تولید شیشه، برای کاهش دمای ذوب و در نتیجه مقدار مصرف کمک ذوب‌ها استفاده می‌شود. همچنین تحقیقات نشان داده است افزایش درصد نفلین‌سینیت در ترکیب انگوب، ویسکوزیته فاز مذاب انگوب افزایش یافته که ضمن به دام انداختن حباب‌های ناشی از خروج گازهای فرار بدنه، به کاهش عیب حباب‌های ریز سطح لعاب کمک شایانی می‌نماید.
نفلین سینیت یکی از ترکیبات اصلی سرامیک‌هایی است که برای تجهیزات کار با مواد مذاب ساخته می‌شوند. البته ناخالصی‌هایی مانند آهن، تیتانیوم، میکا و کانی‌های کلسیت در نفلین‌سینیت می‌توانند به دلیل خواص تف‌جوشی مختلف، منجر به مشکلات کیفی در سطح کاشی کف شوند. از روش‌های مختلفی برای کاهش این ناخالصی‌ها استفاده می‌شود.

### صنایع رنگ و پلاستیک
کاربرد نفلین‌سینیت به عنوان منبسط کننده رنگدانه و پرکن خنثی در حال گسترش است. مهم‌ترین موادی که در تولید آن‌ها در این صنعت از نفلین‌سینیت استفاده می‌شود عبارتند از: پلاستیک‌ها، رنگ‌های آلکیدی، رنگ‌های روی آسفالت، رنگ فلزات، چوب و رنگ‌های آستر. نفلین‌سینیت در ساخت رزین‌های PVC مقاومت در برابر رنگ‌پذیری را به شدت کاهش داده و ضریب پخش نور را بسیار پایین می‌آورد.

### صنایع آلومینا
با افزایش تقاضا برای آلومینیوم و با در نظر گرفتن منابع بوکسیت محدود، نیاز مبرم به ارزیابی مواد خام جایگزین برای تولید آلومینا به وجود آمده است. استفاده از نفلین‌سینیت جهت تولید آلومینا سابقاً در کشور شوروی سابق صورت می‌گرفت. تکنولوژی تبدیل شیمیایی سنگ‌های نفلین‌دار اگر چه از تولید آلومینا از بوکسیت کمی پیچیده‌تر است ولی به علت محصولات جنبی با ارزش از قبیل سیمان پرتلند کربنات‌های سدیم و پتاسیم و فسفات، هزینه آن در کل حدود ۱۵ تا ۲۰ درصد ارزان‌تر خواهد بود، به‌طوری که مقایسه بین تولید آلومینا از سه ماده خام متفاوت نفلین (کارخانه پیکالوا)، بوکسیت مرغوب (کارخانه یوگوسلاو) و بوکسیت نامرغوب (کارخانه پالودار)، سوددهی و صرفه استفاده از نفلین را نشان می‌دهد.

#### استحصال آلومینا از نفلین‌سینیت
نفلین‌سینیت مهم ترین منبع غیربوکسیتی و آلومینوسیلیکاتی برای استحصال آلومینا است. فرآیند تولید آلومینا ازنفلین‌سینیت شامل سینتر نفلین‌سینیت با سنگ آهک، لیچینگ مواد سینتره، سیلیس زدایی، کربنیزاسیون و ترسیب هیدروکسیدآلومینیم و کلسیناسیون آن میباشد. یکی از روش‌های انجام این استحصال روش پخت است. در این روش نفلین‌سینیت با یک ترکیب کربناتی قلیایی مناسب که عمدتاً آهک است، پخته می‌شود. در نتیجه‌ی عمل پخت، با واپاشی ترکیب نفلین ترکیب‌های جدیدی ایجاد می‌گردد که در این حالت، سیلیس به صورت ترکیب نامحلول دی سیلیکات کلسیم (گل بلیت) در می‌آید و می‌توان آن را با یک محلول قلیایی مناسب از ترکیبات محلول ترکیبات محلول آلومینا، سدیم و پتاسیم جدا نمود. برای حذف ترکیبات سیلیس وارد شده به محلول لازم است که محلول آلومیناتی سیلیس زدایی گردد. عمل سیلیس زدایی در یک یا دو مرحله با استفاده از شیر آهک صورت می‌گیرد. نتایج آزمایش‌ها نشان داده که میتوان بیشتراز 95 درصد سیلیس محلول را در یک مرحله توسط شیرآهک حذف کرد. بعد از حذف سیلیس، هیدروکسید آلومینیوم با روش کربونیزاسیون رسوب داده شده و با تکلیس تبدیل به آلومینا می‌گردد.

## جستار وابسته
- سینیت
- نفلین
- آلومینا
- بوکسیت
- ذوب آلومینیوم